# اوتو تیف
اوتو تیف (استونیایی: Otto Tief; زاده ۱۴ اوت ۱۸۸۹ – درگذشته ۵ مارس ۱۹۷۶) سیاستمدار، پرسنل نظامی و وکیل اهل استونی بود.
وی کفیل نخست‌وزیری آخرین دولت کشور استونی قبل از اشغال این کشور توسط ارتش سرخ شوروی در سال ۱۹۴۴ بود. تیف در ۱۰ اکتبر ۱۹۴۴ توسط کمیساریای خلق در امور داخلی بازداشت شد و در سال ۱۹۴۵ محکوم به ۱۰ سال زندان در گولاگ سیبری شد، وی در سال ۱۹۵۶ به استونی بازگشت اما مجبور شد تا سال ۱۹۶۵ در اوکراین زندگی کند، پس از آن محدودیت ورود به کشورهای حوزه دریای بالتیک برای وی اعمال شد به همین دلیل او خارج از مرزهای کشورهای استونی و لتونی زندگی می‌کرد، تیف در ۵ مارس ۱۹۷۶ درگذشت اما کاگ‌ب مانع است خاکسپاری وی در گورستان ملی در تالین شد.